# Olle Rydberg
Olle Fredrik Rydberg, född 20 juni 1920 i Brännkyrka församling i Stockholm, död 16 april 2015 i Hässelby församling, var en svensk författare, reklamtecknare och tecknare.
Han var son till direktören Ernst Theodor Rydberg och Emelie Maria Lyberg och från 1944 gift med Elswig Paula Hillevi Petterson. Rydberg studerade vid Welamsons reklam- och illustrationsskola i Stockholm 1936–1938. Han medverkade i Nationalmuseums utställning Unga tecknare med arkitekturmotiv utförda i tusch och i samband med Nordiska tecknares kongress i Stockholm 1959 medverkade han i en utställning på Svensk-franska konstgalleriet. Som författare har han medverkat i några hembygdsböcker som han själv illustrerade. Han var huvudsakligen verksam som reklamtecknare och illustratör för vetenskapliga artiklar samt karikatyrtecknare i fackpressen. Hans konst består av karikatyrbilder, naturbilder och arkitekturmotiv utförda i penn- och penselteckningar. 